# Brian Mujati

a Compétitions nationales et continentales officielles uniquement.

b Matchs officiels uniquement.
Dernière mise à jour le 8 février 2025.
Brian Mujati, né le 28 septembre 1984 à Bulawayo (Zimbabwe), est un joueur de rugby à XV zimbabwéen qui joue avec l'équipe d'Afrique du Sud. Il évolue au poste de pilier (1,81 m et 118 kg).

## Biographie

### Carrière en équipe nationale
Brian Mujati joue son son premier test match avec l'Afrique du Sud le 7 juin 2008 contre le pays de Galles. Il dispute le Tri-nations 2008.

## Palmarès

### En équipe nationale
- 12 sélections
- 0 essai, 0 points
- Nombre de sélections par année : 12 en 2008.

### En club et province
- 35 matchs de Super 14  (13 avec les Lions, 22 avec les Stormers)
- 11 matchs de Currie Cup (7 avec les Golden Lions, 4 avec la Western Province)
- Finaliste de la Coupe d'Europe en 2011
- Vainqueur de la Coupe anglo-galloise en 2010